# Бхавнагар
Бхавна́гар (гудж. ભાવનગર, хинди भावनगर, англ. Bhavnagar) — город и порт на Северо-Западе Индии, в штате Гуджарат, на полуострове Катхиявар, на берегу Камбейского залива Аравийского моря. Население 605 882 человек (2011). Основан в 1723 году Бхавсинджи Гохилом.
Бхавнагар является административным центром района Бхавнагар. Бхавнагар также называют культурной столицей Саураштры.
В Бхавнагаре тропический влажный и сухой климат с жаркой и сухой погодой с марта до середины июня; затем наступает влажный сезона муссона с середины июня до октября, когда город получает приблизительно 550 мм осадков. Месяцы с ноября до февраля умеренны, средняя температура приблизительно 20 °C, при низкой влажности. Из-за близости к морю, климат остаётся увлажнённым в течение всего года.